# Eddie Deezen
Eddie Deezen (n. 6 martie 1958) este un actor, comic și actor de voce american, cunoscut pentru filme ca Grease, Midnight Madness și WarGames.

## Filmografie

### Film
| An   | Film                                     | Rol                           | Note                      |
| ---- | ---------------------------------------- | ----------------------------- | ------------------------- |
| 1978 | Laserblast                               | Froggy                        |                           |
| 1978 | Grease                                   | Eugene Felsnic                |                           |
| 1978 | I Wanna Hold Your Hand                   | Richard "Ringo" Klaus         |                           |
| 1979 | 1941                                     | Herbie Kazlminsky             |                           |
| 1980 | Midnight Madness                         | Wesley                        |                           |
| 1981 | Desperate Moves (aka Rollerboy)          | Red                           |                           |
| 1982 | Grease 2                                 | Eugene Felsnic                |                           |
| 1982 | Zapped!                                  | Sheldon                       |                           |
| 1983 | WarGames                                 | Eddie Malvin                  |                           |
| 1984 | Surf II: The End of the Trilogy          | Menlo Schwartzer              |                           |
| 1984 | The Rosebud Beach Hotel                  | Sydney                        |                           |
| 1985 | A Polish Vampire in Burbank              | Sphincter                     |                           |
| 1985 | Mugsy's Girls                            | Lane                          |                           |
| 1985 | Sesame Street Presents Follow That Bird  | Donnie Dodo                   | Voce                      |
| 1986 | The Longshot                             | Parking Attendant             | Cameo                     |
| 1986 | The Whoopee Boys                         | Eddie Lipschitz               |                           |
| 1987 | Happy Hour                               | Hancock                       |                           |
| 1987 | Million Dollar Mystery                   | Rollie                        |                           |
| 1988 | Critters 2: The Main Course              | Hungry Heifer Manager         |                           |
| 1988 | Assault of the Killer Bimbos             | Dopey Deputy                  |                           |
| 1988 | Dorf's Golf Bible                        | Waldo                         |                           |
| 1988 | Beverly Hills Vamp                       | Kyle Carpenter                |                           |
| 1989 | Hollywood Boulevard II                   | Walter                        |                           |
| 1990 | Wedding Band                             | Slappy the Clown              | Cameo                     |
| 1990 | Dorf Goes Auto Racing                    | Dipstick                      |                           |
| 1990 | The Raven Red Kiss-Off                   | Himalayan Operator            | Cameo                     |
| 1990 | Mob Boss                                 | Tony Anthony                  |                           |
| 1991 | Rock-A-Doodle                            | Snipes                        | Voce                      |
| 1991 | Teenage Exorcist                         | Eddie                         |                           |
| 1994 | The Silence of the Hams                  | Video Cameraman               | Cameo                     |
| 1995 | Mr. Payback: An Interactive Movie        | Phil the Guard                |                           |
| 1996 | Spy Hard                                 | Rancor Guard Who Gets Spit On | Cameo                     |
| 1997 | The Brave Little Toaster to the Rescue   | Charlie                       | Voce                      |
| 2004 | The Polar Express                        | The Know-It-All               | Voice and motion capture  |
| 2012 | I Love You, Eddie Deezen                 | Himself                       | Short film                |
| 2013 | All I Want for Christmas                 | Larry Eastwood                | Cameo Film de televiziune |
| 2015 | The SpongeBob Movie: Sponge Out of Water | Seagull                       | Voce                      |

- Tăcerea pieilor (1994)
- Spionul Dandana (1996)

### Interviuri
- Interviu Kittenpants.org Arhivat în 12 ianuarie 2006, la Wayback Machine.
- Interviu READ Magazine
- Interviu Rogue Cinema
- The Radio Dan Show Interview (Interviu Audio)
- Revenge of the 80s Radio Interview (Interviu Audio)
- I Heart Chaos Interview Arhivat în 25 iulie 2009, la Wayback Machine.